# Wilhelm Hellwag

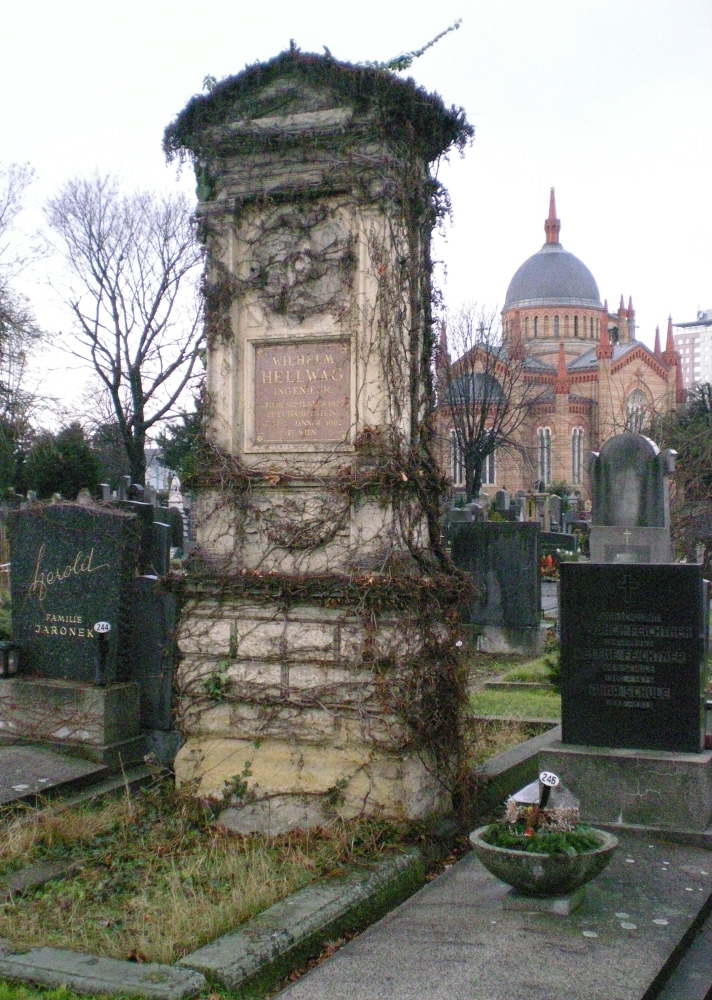
Hellwags grav i Wien.

Konrad Wilhelm Hellwag, född 18 september 1827 i Eutin, död 5 januari 1882 i Wien, var en tysk ingenjör.
Hellwag genomgick Polytechnikum i München och hade 1855–57 anställning vid schweiziska centralbanan samt senare vid byggandet av flera statsbanor i Österrike-Ungern, bland annat såsom byggnadschef vid den österrikiska nordvästbanan (1868–74), där flera brobyggnader vittnar om hans förmåga. År 1874 utnämndes han till regeringskommissarie vid det polytekniska institutets i Wien diplomprövningar och 1875 till överingenjör vid Sankt Gotthardsbanan.